# Hyacinthe Julien Robert Vanderyst
Hyacinthe Julien Robert Vanderyst ( 1860 - 1934 ) fue un religioso, botánico, agrónomo, explorador, y misionero en el Congo, de origen belga; y muy prestigioso agrostólogo .

## Algunas publicaciones

### Libros
- 1890.  Études agronomiques, par Hyac. Vanderyst,... et G. Smets. I. L'analyse du sol par la plante et les essais d'engrais. II. Les engrais magnésiens. III. Sur la valeur comparée de quelques phosphates. IV. Recherches expérimentales sur les sables campiniens, tongriens et diestiens. Ed. G. Mayolez. 176 pp.
- 1932.  Études géo-agronomiques congolaises les Roches oolithiques du système schisto-calcareux dans le Congo occidental. Ed. G. Van Campenhout. 70 pp.
- 1933.  Études géo-agronomiques congolaises introduction générale à l'étude agronomique du Haut-Kasai, les domaines, districts, régions et sous-régions géo-agronomiques du vicariat apostolique du Haut-Kasai . Ed. G. Van Campenhout. 82 pp.
- 1933.  Études géo-zootechniques congolaises l'Élevage du gros bétail par les Bampombos et Baholos du Congo portugais. Ed. G. Van Campenhout. 50 pp.

## Honores

### Eponimia
- (Acanthaceae) Hygrophila vanderystii  S.Moore[1]
- (Amaranthaceae) Celosia vanderystii Schinz[2]
- (Annonaceae) Uvariopsis vanderystii Robyns & Ghesquiere[3]
- (Asclepiadaceae) Ceropegia vanderystii De Wild.[4]
- (Asteraceae) Lactuca vanderystii De Wild.[5]
- (Combretaceae) Combretum vanderystii De Wild.[6]
- (Poaceae) Urelytrum vanderystii Robyns[7]
- (Selaginellaceae) Selaginella vanderystii M.P.Bizzarri[8]
- (Sterculiaceae) Scaphopetalum vanderystii R.Germ.[9]
- (Xyridaceae) Xyris vanderystii Malme[10]

- La abreviatura «Vanderyst» se emplea para indicar a Hyacinthe Julien Robert Vanderyst como autoridad en la descripción y clasificación científica de los vegetales.[11]